# Chapura, Chintamani
Chapura là một làng thuộc tehsil Chintamani, huyện Kolar, bang Karnataka, Ấn Độ.